# Usurpation du trône de Qi par le clan Tian
Sauf précision contraire, les dates de cet article sont sous-entendues « avant l'ère commune » (AEC), c'est-à-dire « avant Jésus-Christ ».
L' usurpation du trône de Qi par le clan Tian ( chinois traditionnel : 田氏代齊) est la déposition du clan Jiang (姜氏) en tant que dirigeants de l'État de Qi, et leur remplacement par des membres du clan Tian (田氏). Cela se produit à la suite d'une série d'événements ayant lieu entre 481 et 379 avant notre ère, au cours desquels le clan Tian renforce sa position de famille dirigeante de Qi.
Les derniers actes de l'usurpation (391-379 avant notre ère), qui ont lieu conjointement avec la partition de Jin (376 avant notre ère), marquent la transition de la période des Printemps et Automnes vers la période des Royaumes combattants .
Le clan Tian continue d'utiliser le nom "Qi" pour désigner son royaume après l'usurpation. À des fins historiographiques, la période précédant l'usurpation est appelée «Jiang Qi» (姜 齊) et celle suivant l'usurpation est appelée «Tian Qi» (田 齊).

## Contexte
À l'origine, l'État de Qi est dirigée par le clan Jiang, les descendants de Jiang Ziya. En 672 avant notre ère, le prince Chen Wan de l'État de Chen s'enfuit à Qi à cause des troubles politiques qui agitent son État natal et devient l'ancêtre du clan Chen de Qi, qui fut plus tard connu sous le nom de Tian. En 545 avant notre ère, le clan Tian est l'une des familles les plus puissantes de Qi. Tian Huanzi, en collaboration avec d'autres familles éminentes, élimine le clan Qing (慶 氏), le clan Luan (欒 氏) et le clan Gao (高氏).
Dans le même temps, le clan Tian cherche également à obtenir le soutien des familles aristocratiques de moindre importance et de la population du royaume. Pour parvenir à ses fins,Tian Huanzi accorde des fiefs aux aristocrates de Qi qui n'ont pas obtenu de terres et prend des mesures pour démontrer sa charité en fournissant des secours alimentaires aux pauvres. Son successeur, Tian Xizi, obtient des soutiens supplémentaires en accordant des prêts à faible taux d'intérêt aux paysans. Dans le même temps, les ducs de Qi sont considérés comme vénaux et corrompus et le soutien accordé au clan Tian éclipse progressivement celui accordé au clan Jiang.

## Usurpation
En 489 avant notre ère, le duc Jing de Qi meurt. Les principales branches cadettes des clans Jiang, Guo (國 氏) et Gao (高氏) soutiennent l'accession au trône du prince Tu. De son côté, Tian Xizi soutient la candidature du prince Yangsheng. Il expulse du royaume les clans Guo et Gao, puis installe Yangsheng sur le trône en tant que duc Dao de Qi, dont il devient le Premier ministre. À la suite de ces événements, le clan Tian devient incontournable à Qi. Le duc Dao règne peu de temps, car il meurt en 485 avant notre ère et son fils lui succède, devenant le duc Jian de Qi
En 481 avant notre ère, Tian Chengzi, le successeur de Tian Xizi, tue le duc Jian, ainsi que de nombreux membres du clan Jiang, et il est peut-être aussi responsable de la mort du duc Dao. Quoi qu'il en soit, Chengzi installe ensuite sûr le trône le frère de Duc Jian, qui devient le Duc Ping de Qi. Dès lors, les dirigeants du clan Tian sont les dirigeants de facto du royaume de Qi. 
Cette situation perdure jusqu'en 391 avant notre ère, date à laquelle Tian He, l'arrière-arrière-petit-fils de Tian Xizi, dépose le duc Kang de Qi, sans pour autant installer un nouveau dirigeant sur le trône. l'État de Qi connaît donc un interrègne, qui s'achève en l'an 386 avant notre ère, date à laquelle Tian He exile l'ancien duc Kang sur une petite île dans la mer et s'autoproclame duc. La même année, la cour des Zhou reconnaît officiellement Tian He en tant que nouveau duc et légitime le règne du clan Tian sur Qi. L'ancien duc Kang meurt en 379 avant notre ère, mettant ainsi fin à une lignée qui remontait au début de la dynastie Zhou .
L'emprise du clan Tian sur Qi perdure jusqu'à ce que l'État soit conquis par Qin, en 221 avant notre ère.